# Litoria ewingii
Litoria ewingii är en art i familjen lövgrodor som finns i Australien och Nya Zeeland.

## Utseende
Grodan är liten, med en kroppslängd mellan 3 och 5 cm. Den är brun på ovansidan, varierande från en mycket ljus, nästan ljusgråaktig färg till mörkgrå. Längs sidan av framkroppen, från armhålan till åtminstone främre delen av huvudet, ibland ända fram till nosen, har den en vit linje. De flesta individer har också ett ljusare fält ovanpå huvudet. Lårens undersidor är klarorange, och buken är vitaktig till beige. Trumhinnan är tydlig, och fötterna saknar simhud. Däremot har tårna sugskivor.

## Utbredning

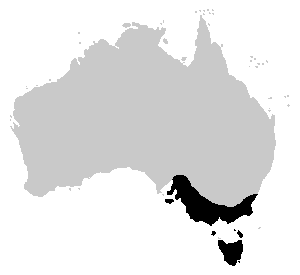
Ursprungligt utbredningsområde.

Litoria ewingii är inhemsk till sydöstra delarna av Australien. Den förekommer även i hela Tasmanien där den är mycket vanlig. Arten har introducerats på Nya Zeeland, där den finns på hela Sydön och sydvästra Nordön, och lokalt kan vara mycket talrik. Den infördes troligen till Nya Zeeland vid endast ett tillfälle år 1875, då en viss W. Perkins släppte lös några vuxna individer samt grodyngel på Sydön. Den vidare expansionen i Nya Zeeland tros dock ha skett med mänsklig hjälp.

## Vanor
Arten förefaller föredra träskmarker och översvämmade ängar, men den förekommer i ett stort antal biotoper, även långt ifrån vatten. Det är inte ovanligt att påträffa den i trädgårdar i städernas förortsområden. Grodan både klättrar och hoppar bra, och livnär sig främst på insekter. I bergen kan den gå upp till 1 200 m. Den är oväntat köldtålig, och kan, också på Nya Zeeland, leka året om i lämpliga områden, även sådana med tillfällig frost. Den förekommer dessutom i centrala Otago, i inlandet på Nya Zeelands sydö, där vinterklimatet kan vara mycket bistert.

### Fortplantning
Leken sker året om, med tonvikt på vår och höst. Hanarna har ett karakteristiskt läte, som har beskrivits som liknande syrsornas. Parningen sker i stillastående vatten som dammar, fördämningar, sjöar eller vattenfyllda diken, där honan lägger mellan 500 och 700 ägg i små klumpar, fästa vid undervattensväxter. Genom så kallad metamorfos omvandlas grodynglen till fullbildade grodor efter 6 till 7 månader.